# Okeniella caudata
Okeniella caudata är en tvåvingeart som först beskrevs av Zetterstedt 1838.  Okeniella caudata ingår i släktet Okeniella och familjen kolvflugor. Arten är reproducerande i Sverige. Inga underarter finns listade i Catalogue of Life.